# Entente urbaine de football de Kamina
L’Entente urbaine de football de Kamina(Eufk) est la ligue de football de haut niveau de la ville de Kamina. Chaque année, des clubs de l’Eufk sont relégués en Eufk D2, et les promus montent en LIFKAT. Cette Ligue fait partie de la Fédération congolaise de football association (FECOFA). En 1957, le championnat était organisé par la FEFA, alors que la ville se dénommait Albertville,,
En 2012, l’Eufk devient une 3e Division, à la suite de la création d’une 1re Division répartie en 3 groupes. En 2018, l’Eufk devient une 4e Division, à la suite de la création d’une 2e Division répartie en 3 groupes.

## Palmarès
- 1957-1958 : Racing Club CFL [5],[1]

### Classement final saison 1957-1958
| 1 | Racing Club CFL (Buraeux CFL)          | 13 | 8 | 6 | 1 | 1 | 0 | 0 | 0 |  | 0 |
| 2 | Dynamo Bendera FC                      | 12 | 8 | 6 | 0 | 2 | 0 | 0 | 0 |  | 0 |
| 3 | Philicol FC (Colonie et Athénée)       | 8  | 8 | 4 | 0 | 4 | 0 | 0 | 0 |  | 0 |
| 4 | Diesel FC (Ateliers CFL)               | 5  | 8 | 2 | 1 | 5 | 0 | 0 | 0 |  | 0 |
| 5 | Albertville FC (commerçants et colons) | 1  | 0 | 7 | 1 | 2 | 0 | 0 | 0 |  | 0 |

- Victoire = 2 points
- Nul = 1 point
- Défaite = 0 point

### Tournoi de Pâques[5]

#### Finale
- Camp Militaire, Albertville; 20 Avril 1958

- Dynamo Bendera FC 2-1 Philicol FC

Pour le "Trophée de l'Hôtel Palace"